# Áreas protegidas de Cabo Verde

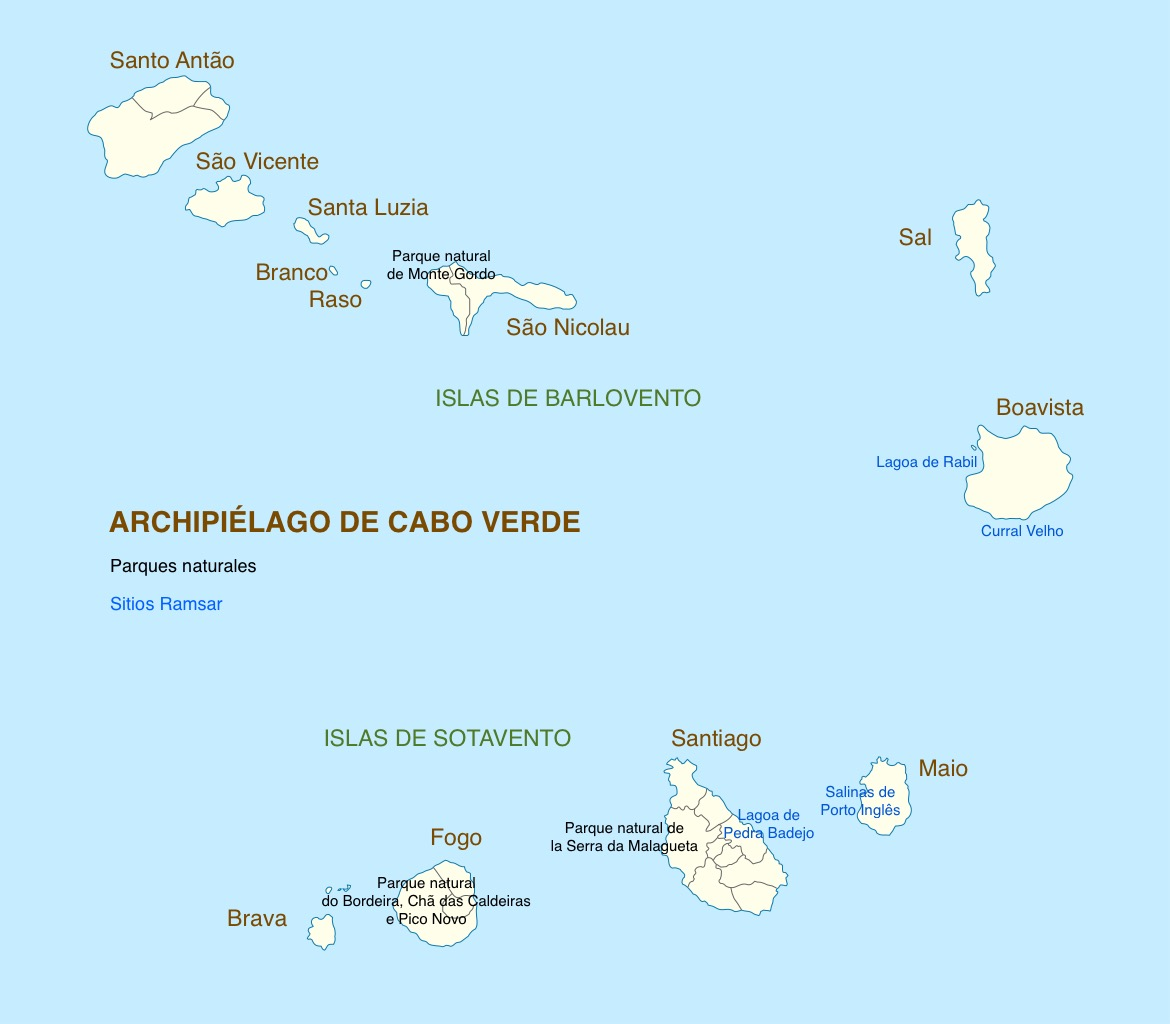
Parques naturales y sitios Ramsar de Cabo Verde

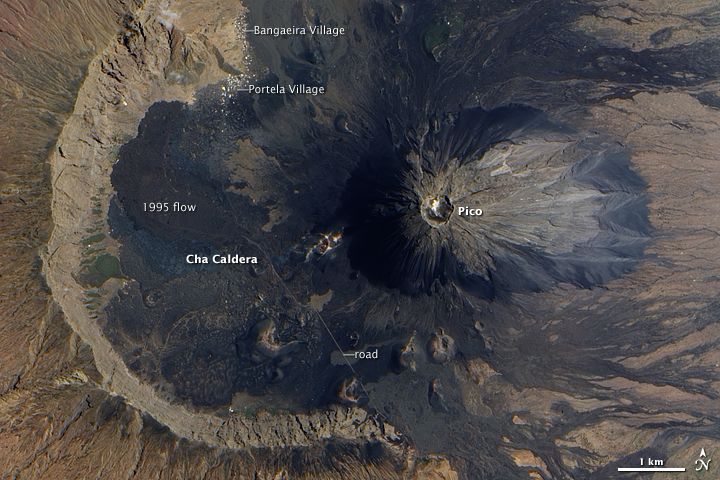
Parque natural de Chã das Caldeiras e Pico Novo, en la isla de Fogo, y erupción de 1995

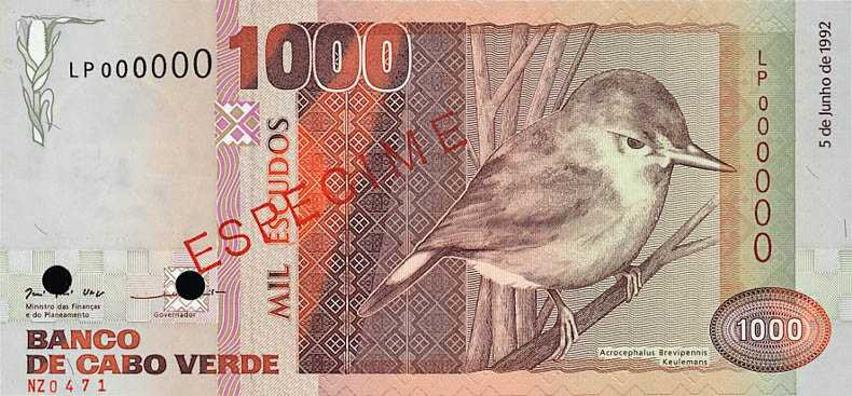
Carricero de Cabo Verde

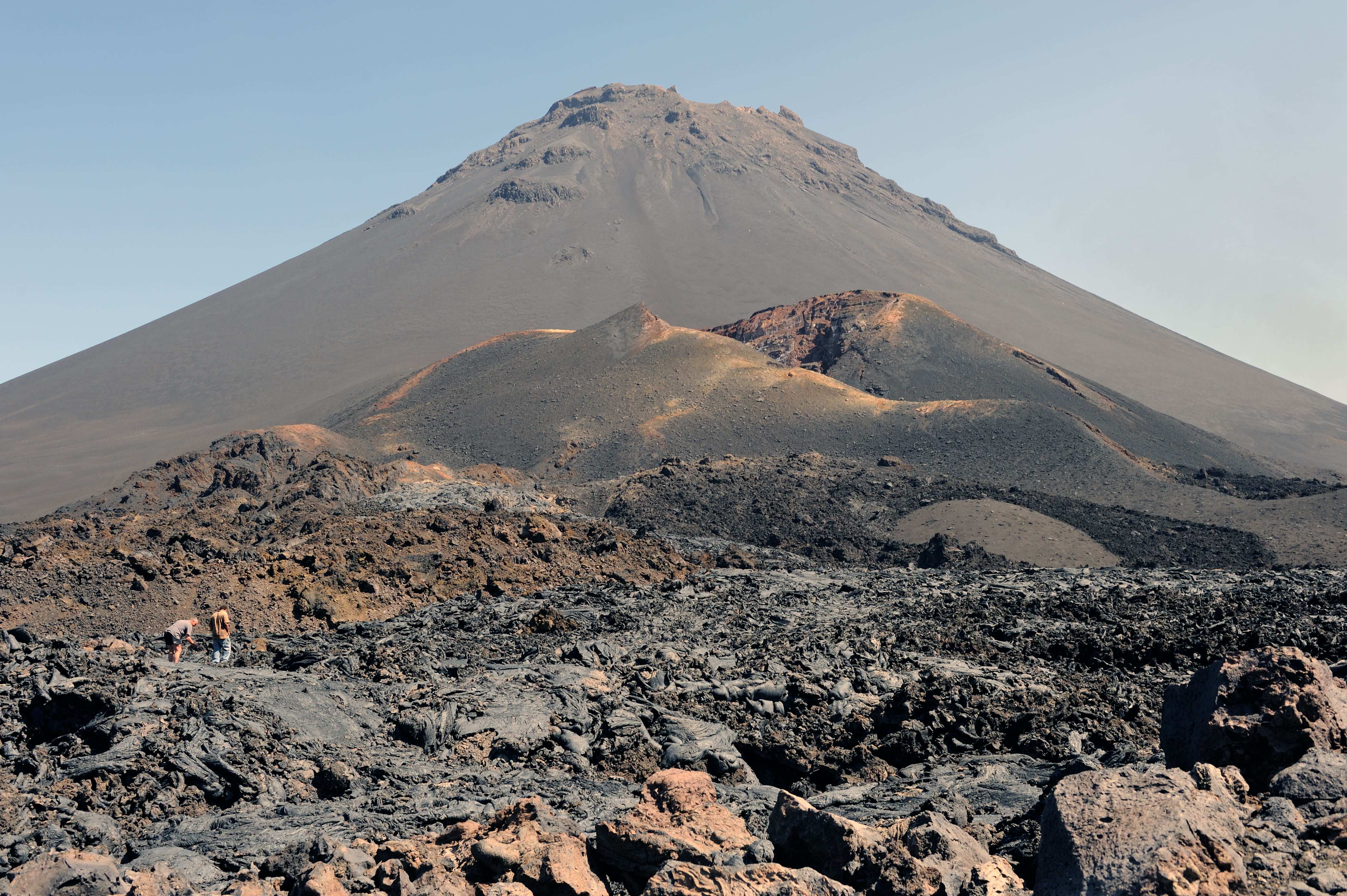
Pico do Fogo, en la isla de Fogo, Cabo Verde

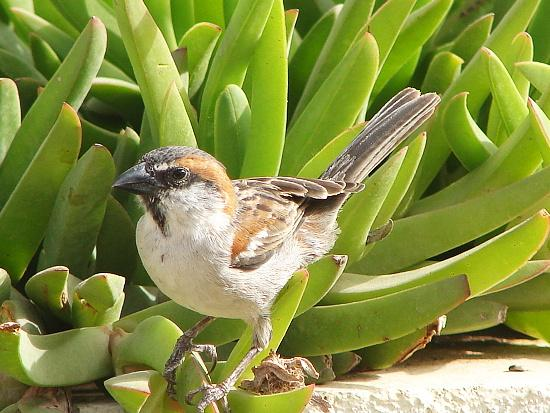
Gorrión de Cabo Verde, en la isla de Sal.

En 2024, según la IUCN, en Cabo Verde había 50 áreas protegidas con una extensión de 718 km², el 17,62 % de los 4.072 km² del país y 1148 km² de los 801.954 km² de superficie marina que engloban las islas, que representan el 0,14 %. En el conjunto, hay 5 reservas naturales integrales, 6 monumentos naturales, 11 parques naturales, 14 reservas naturales y 10 paisajes protegidos. Además, hay 4 sitios Ramsar y 1 reserva de la biosfera de la Unesco (Lubombo).

## Reservas naturales integrales

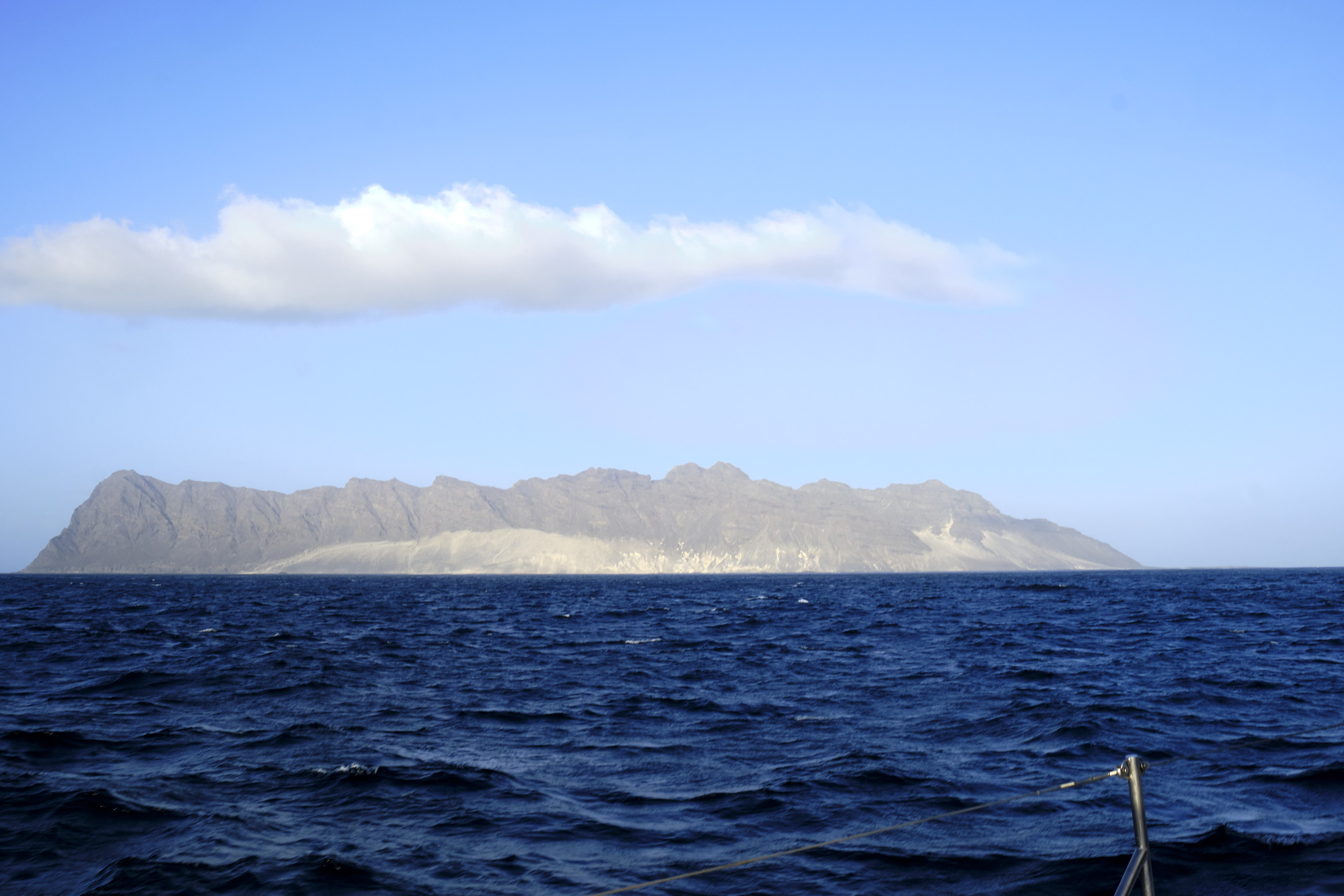
Islote Branco

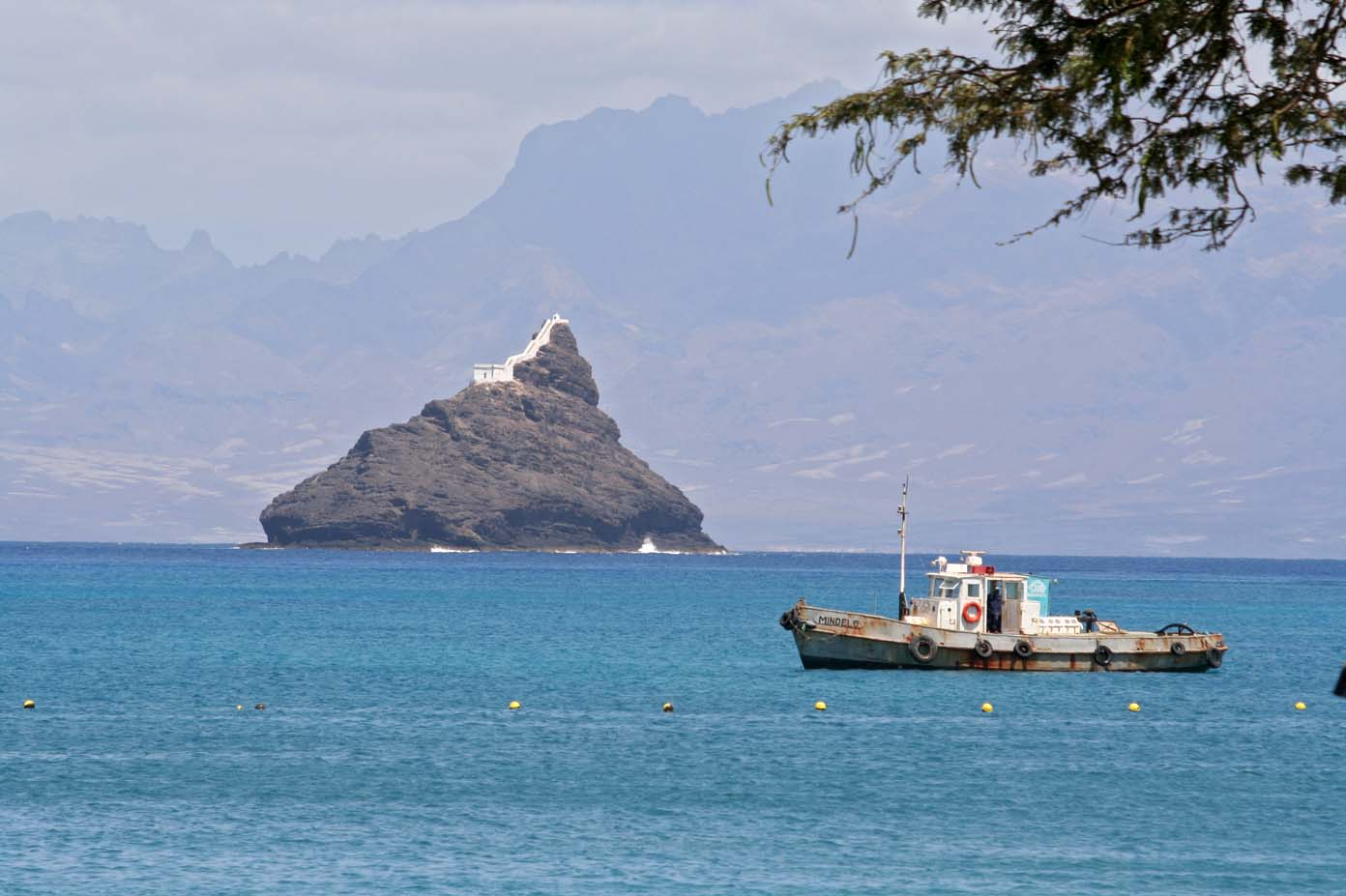
Islote d0s Pássaros

- Islotes Branco y Raso, 14,73 km2. El islote Blanco o Branco es un islote del grupo de Barlovento, flanqueado por la isla de Santa Luzia en el noroeste y por el islote Raso en el sudeste.[2][3] Los islotes se encuentran deshabitados, excepto por las aves, y son conocidos por el guano.
- Islote Baluarte, 78 ha. En la fregesia de São João Baptista, en el concelho e isla de Boa Vista. Se llama así por la existencia de un antiguo baluarte en defensa de piratas y corsarios. Solo se puede visitar con permiso.

- Islote de Curral Velho, 42 ha. Deshabitado, al sur de la isla de Boa Vista, al este del cabo de Curral Velho y al sur del pueblo fantasma de Curral Velho, un asentamiento que data del siglo XVII.[4] El islote forma parte de un IBA, área de interés para las aves de 600 ha, que incluye el islote de 0,5 hectáreas, la playa en la isla de Boa Vista y el pueblo fantasma de Curral Velho. El islote es una roca calcárea sin vegetación, a 500 m del cabo de Curral Velho, muy erosionada, de 5 m de altura. El acceso al islote es difícil, pues la costa está cortada por calizas muy fragmentadas por el mar, llena de huecos conocidos como taffoni. La zona de Boa Vista está formada por dunas, una laguna y un oasis con palmeras, acacias, y Tamarix senegalensis, donde vive una colonia de gorriones de Cabo Verde. En las playas se encuentra la Fundação Tartaruga,[5] dado que aquí crían las tortugas carey y careta. En la isla hay una población de alcatraz pardo, paíño de Cabo Verde rabijunco etéreo y, sin confirmar, pardela de Audubon. Hay también el lagarto Chioninia spinalis boavistensis y el gecko Hemidactylus boavistensis.

- Islote dos Pássaros, 39 ha. Deshabitado, a 2 a 3 kilómetros al noroeste de la isla de São Vicente (Mindelo). El islote rocoso forma parte del borde del cráter de la caldera de Mindelo. Tiene 2,3 ha, y contiene pastizales secos y salientes rocosos que se elevan hasta 40 m. Su longitud y anchura es de alrededor de 150 metros. Forma el límite con la bahía de Mindelo y el Canal de São Vicente en el océano Atlántico. Tiene un pequeño faro y cierra la bahía de Porto Grande, un gran puerto natural de la isla de São Vicente formada por el cráter submarino de un volcán de unos 4 km de diámetro.

- Islotes del Rombo, 923 ha. El grupo de islotes Rombo está compuesto por 5 islotes: Grande, de 2,5 km2, Luis Carneiro, Rei y Sapado, de menos de 25 ha, y Cima, que es el que tiene más biodiversidad. Cima es un islote rocoso plano de 1,5 km² y una pequeña colina de unos 77 m en el lado sur, con 22 playas pequeñas y áreas rocosas que forman pequeñas pozas con la marea, y algunas zonas intermareales. Se han identificado 22 especies de aves de las que cuatro son endémicas de Cabo Verde, entre ellas, el vencejo de Cabo Verde, el paíño de Cabo Verde, la  pardela chica de Cabo Verde, el paíño de pecho blanco (Pelagodroma marina eadesorum) la garcilla bueyera, la garceta común, el chorlitejo grande, el chorlito dorado chico, el chorlito gris, el halcón peregrino, el avión común, la gaviota sombría, el águila pescadora, etc. En 2021, había 6800 puestas de tortuga boba. Hay además cuatro especies endémicas de reptil, entre ellas Chioninia vaillantii.[6]

## Monumentos naturales
- Islote del Sal Rei, 88 ha
- Monte Estância, 744 ha
- Monte Santo António, 460 ha
- Morrinho do Açúcar, 5 ha
- Morrinho do Filho, 22 ha
- Rocha Estância, 255 ha

## Parques naturales

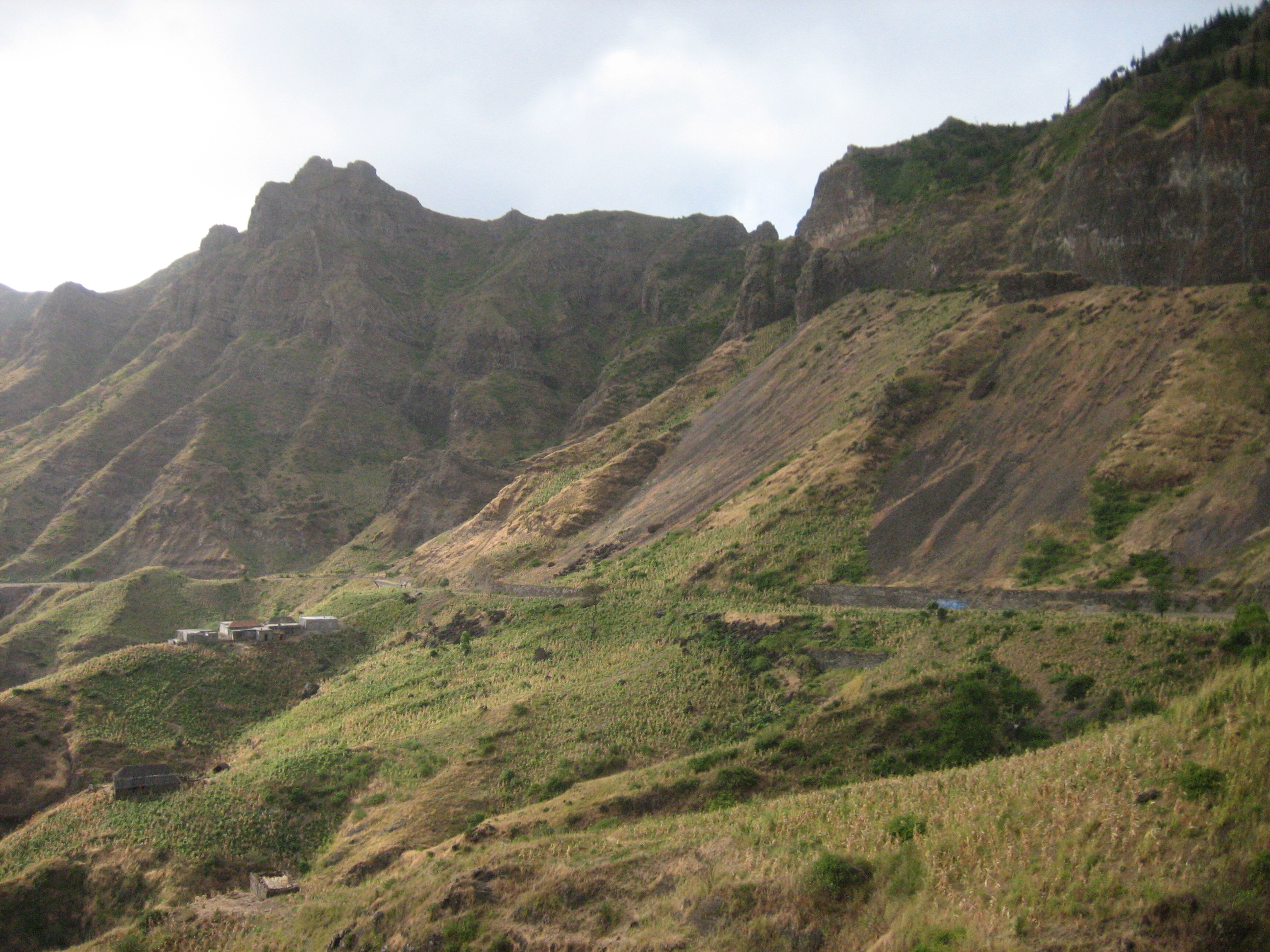
Serra da Malagueta, en la isla de Santiago

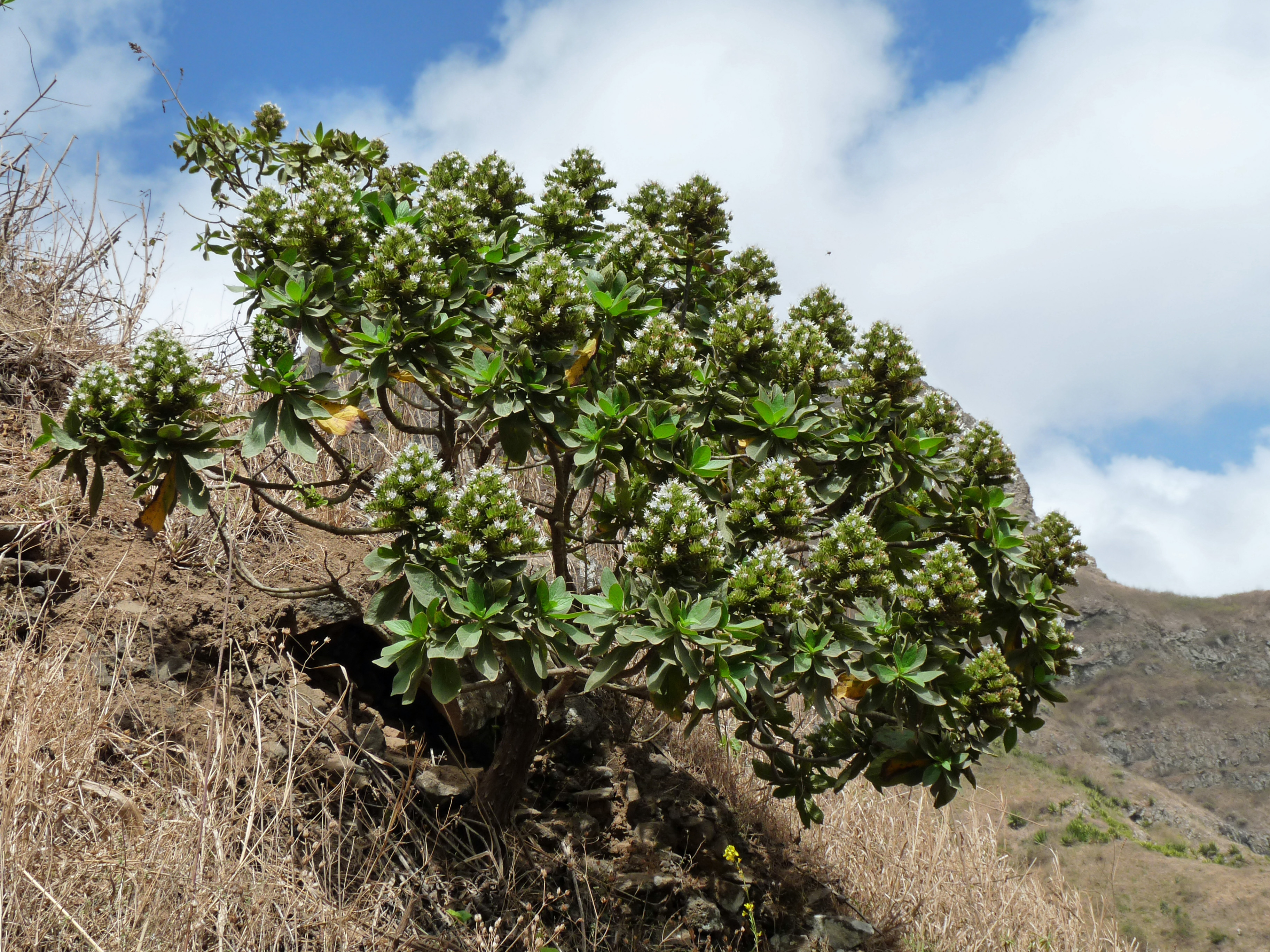
Echium hypertropicum, especie endémica de Cabo Verde, en la Ribeira Principal de Santiago, de la serra da Malagueta, en la isla de Santiago.

- Parque natural de Monte Gordo, 9,52 km², en la isla de São Nicolau. El monte Gordo es el punto más alto de la isla, a 1.312 m. Se encuentra en la unión de dos sierras, hacia el norte y hacia el noroeste. La desertificación es particularmente dura. En el parque hay 32 plantas endémicas, entre ellas Nauplius smithii (macela-de-Gordo) y otras 17 en peligro de extinción.[7]

- Parque natural de Bordeira, Chã das Caldeiras e Pico Novo, 84,69 km². También conocido como parque natural do Fogo, en el volcán del mismo nombre, en la isla de Fogo. Incluye el cráter, la cresta de Bordeira y las áreas por encima de 1.000 m, el área de Chã das Caldeiras y las localidades de Pico de Caldera, Ilhéu de Losna y Monte Velha, asoladas por las erupciones de 1995 y 2014.[8] El área incluye una zona importante de observación de aves, la IBA (Important Bird Area) Volcán de Fogo, unos 50 km² que incluyen el cono del volcán, cuya caldera se halla a 1.625 m y porque viven en la zona unas 80 parejas de petrel gon-gon.[9] Con la misma denominación se encuentra una IBA marina a 22 km de la costa, que cubre 2.473 km² y tiene una profundidad máxima de 3.568 m.[10]

- Parque natural de la Serra da Malagueta, 7,74 km², norte de la isla de Santiago. Región muy agreste, de basalto, con varios ríos, entre ellos la Ribeira Principal do Santiago. Hay 28 plantas endémicas, como Echium hypertropicum, entre las 124 especies contabilizas, y una veintena de especies de aves, entre ellas la garza de Cabo Verde, el carricero de Cabo Verde y el gorrión de Cabo Verde.[11]

- Parque natural do Fogo, 84,59 km2
- Parque natural de Cova, Ribeira Paúl y Torre, 21,3 km2
- Parque natural de Cruzinha, 124,88 km2
- Parque natural de Monte Verde, 3,16 km2
- Parque natural de Moroços, 8,4 km2
- Parque natural de la Serra do Pico de Antónia, 29,36 km2
- Parque natural de Topo de Coroa, 87,55 km2
- Parque natural do Norte, 247,12 km2
- Parque natural del islote del Maio, 255,61 km2

## Reservas naturales
- Reserva natural de Casas Velhas, 66,55 km2
- Reserva natural de Baía da Murdeira, 70,23 km2
- Reserva natural de Boa Esperança, 40,15 km2
- Reserva natural de Costa da Fragata, 26,75 km2
- Reserva natural de Santa Luzia, 307 km2
- Reserva natural de Lagoa Cimidor, 4,89 km2
- Reserva natural de Monte do Alto das Cabaças, 13,28 km2
- Reserva natural de Morro de Areia, 26,35 km2
- Reserva natural de Ponta de Sinó, 49 km2
- Reserva natural de Ponta do Sol, 7,45 km2
- Reserva natural de Praia de Morro, 6,59 km2
- Reserva natural de Rabo de Junco, 154 ha
- Reserva natural de Serra Negra, 31 km2
- Reserva natural de Tartaruga, 177 km2

## Paisajes protegidos
- Buracona-Ragona, 7,36 km2
- Pombas, 3,15 km2
- Barreiro e Figueira, 10,8 km2
- Curral Velho, 16,39 km2
- Monte Caçador e Pico Forcado, 33,61 km2
- Monte Penoso e Monte Branco, 11,24 km2
- Salinas de Pedra de Lume e Cagarral, 7,93 km2
- Salinas de Santa Maria, 78 ha
- Salinas Porto Inglês, 5,34 km2
- Monte Grande, 13 km2

## Sitios Ramsar
- Curral Velho, sudeste de la isla de Boa Vista, 986 ha. Sitio Ramsar 1575, 16°00′N 22°46′W. Laguna costera permanente en la boca del río Brito Cruzinha, lagunas temporales, dunas y playa en un lugar aislado de la costa. Vegetación escasa de halófitos, tamarisco y palmeras que incluyen cocoteros. Aves migratorias y aves marinas como la pardela de Cabo Verde y el Paíño de Cabo Verde, un Oceanodroma también endémico de las islas, como la pardela. Lugar de puesta de la tortuga boba.[12]

- Lagoa de Pedra Badejo, este de la isla de Santiago, 666 ha. Sitio Ramsar 1577, 15°06′N 23°32′W. lagunas costeras, estuario y la cuenca de un río que se alarga hacia el interior hasta el embalse de Poilão, que acoge especies endémicas como la garza imperial de Cabo Verde (Ardea purpurea bournei) y el carricero de Cabo Verde. En las playas cría la tortuga boba. En las lagunas crecen Zygophyllum y en el valle la invasora mezquite.[13]

- Salinas de Porto Inglés, sudoeste de la isla de Maio, 535 ha. Sitio Ramsar 2182, 15°09′N 23°14′W. A veces Salinas of the English Port. Lagunas, dunas, áreas rocosas y alguna zona arbolada con acacias. Especies adaptadas a zonas áridas como la alondra ibis, la terrera negrita y la terrera colinegra, y de humedales como el correlimos tridáctilo y la aguja colipinta. Posee una población importante de corredor sahariano, chorlitejo patinegro de Cabo Verde y tortuga boba. Todavía se practica la extracción de sal y algo de cría de ganado.[14]

- Lagoa de Rabil, noroeste de la isla de Boa Vista, 113 ha. Sitio Ramsar 1576, 16°09′N 22°54′W. Laguna costera, ecosistema de dunas y final de un curso de agua que implica vegetación de árboles y matorrales. Entre las aves, alondra ibis, terrera colinegra, terrera negrita, gorrión moruno y el endémico gorrión de Cabo Verde.[15]

Además de estos sitios, existen numerosas áreas propuestas como parques naturales, reservas naturales, monumentos naturales, reservas estrictas de la naturaleza (islotes), lugares turísticos de interés natural y áreas de observación de aves.

## Áreas de interés para las aves
BirdLife International considera que en Cabo Verde hay 16 lugares de interés para la observación de las aves:
- Serranía central de la isla de São Nicolau, 1.750 ha. Cadena de montañas al oeste de la isla, entre los pueblos de Fajã de Baixo y Praia Branca, con alturas de 1.057 m en Tope de Moca y 1.312 m en Monte Gordo.
- Acantilados costeros entre Porto Mosquito y Baia do Inferno, en la isla de Santiago, 160 ha. 8 km de acantilados frente al mar con una altura media de 30 m y una máxima de 200 m.
- Zona marina frente a los acantilados costeros entre Porto Mosquito y Baia do Inferno, en la isla de Santiago, 1.293 ha. Entre 0 y 244 m de profundidad. Rabijunco etéreo.
- Islote Branco,300 ha. Roquedo oblongo con un altitud de 327 m que se precicipta sobre el mar. Lugar de anidamiento de especies como la pardela de Cabo Verde, la pardela chica de Cabo Verde, el paíño de Madeira y una colonia de paíño pechialbo.
- Zona marina del islote de Curral Velho, 3.090 km².

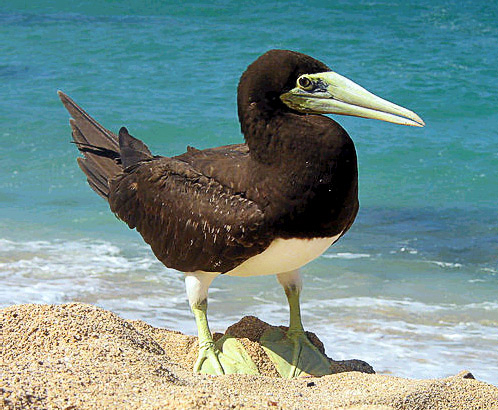
Piquero pardo, que anida en el islote de Curral Velho

- El islote de Curral Velho y su zona costera, 600 ha. Roca calcárea de 0,5 ha y 15 m de altura a 500 m al sur de la isla de Boavista. Hay una colonia de piquero pardo en el islote, y dos parejas de fragata real.

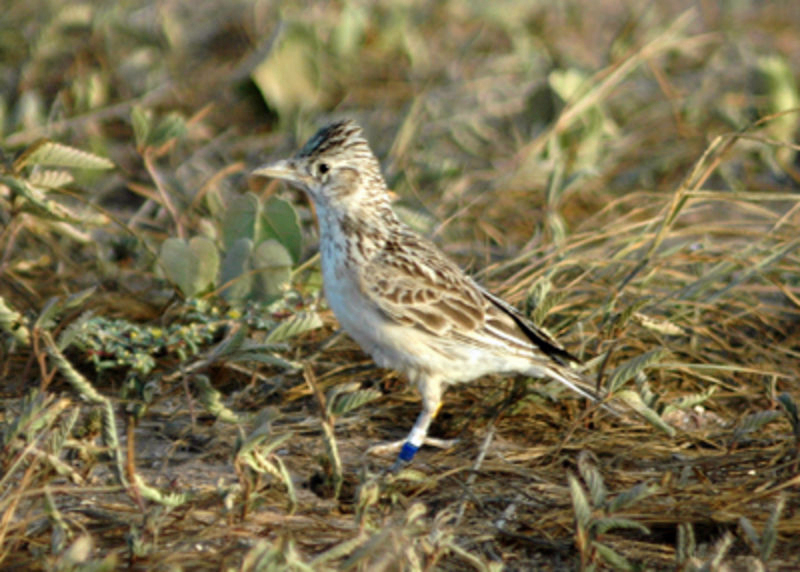
La endémica alondra de Raso

- El islote Raso, 700 ha. Llano con pequeños picos en el centro que alcanzan 164 m. Apenas vegetación, costa rocosa. Destaca por una especie, la endémica alondra de Raso, con menos de cien especies. También tiene la mayor colonia de pardela de Cabo Verde.

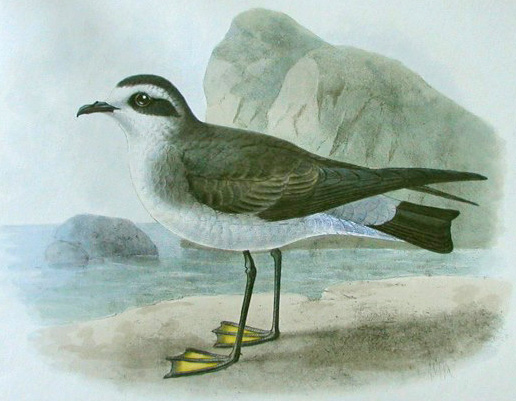
Paiño pechialbo

- Los islotes de Rombo, 500 ha. Formados por el islote Grande, el islote de Cima y varias rocas y agujas. No hay anidamiento en la isla Grande, pero en Cima hay colonias de paíño pechialbo, pardela chica de Cabo Verde, paíño de Madeira y petrel de Bulwer.[17]
- Árbol Kapok (una ceiba de 25 m de altura, el árbol más grande el país, cerca del pueblo de Boa Entrada en la isla de Santiago, con una colonia de garzas).[18]
- Mahoganies en Banana, Ribeira Montanha, isla de Santiago, 1 ha. 15.o4'59"N 23.o34'59"W Consiste en dos árboles Khaya senegalensis de moderada altura, en una granja privada, cerca de Banana, en el centro este de la isla de Santiago. Se cultiva maíz, judías y azúcar de caña. Es el único sitio conocido de cría de la endémica garza imperial de Cabo Verde (Ardea purpurea bournei).[19]
- Lagunas de Pedro Badejo, 200 ha. Dos lagunas al sur del pueblo de Pedro Badejo, en la isla de Santiago.
- Zona marina de las isla de São Nicolau y el islote de Raso, 2.575 km². De 0 a 3.024 m de profundidad. Viento medio de 1,78 m/s, agua entre 23,9 y 24,4.oC.

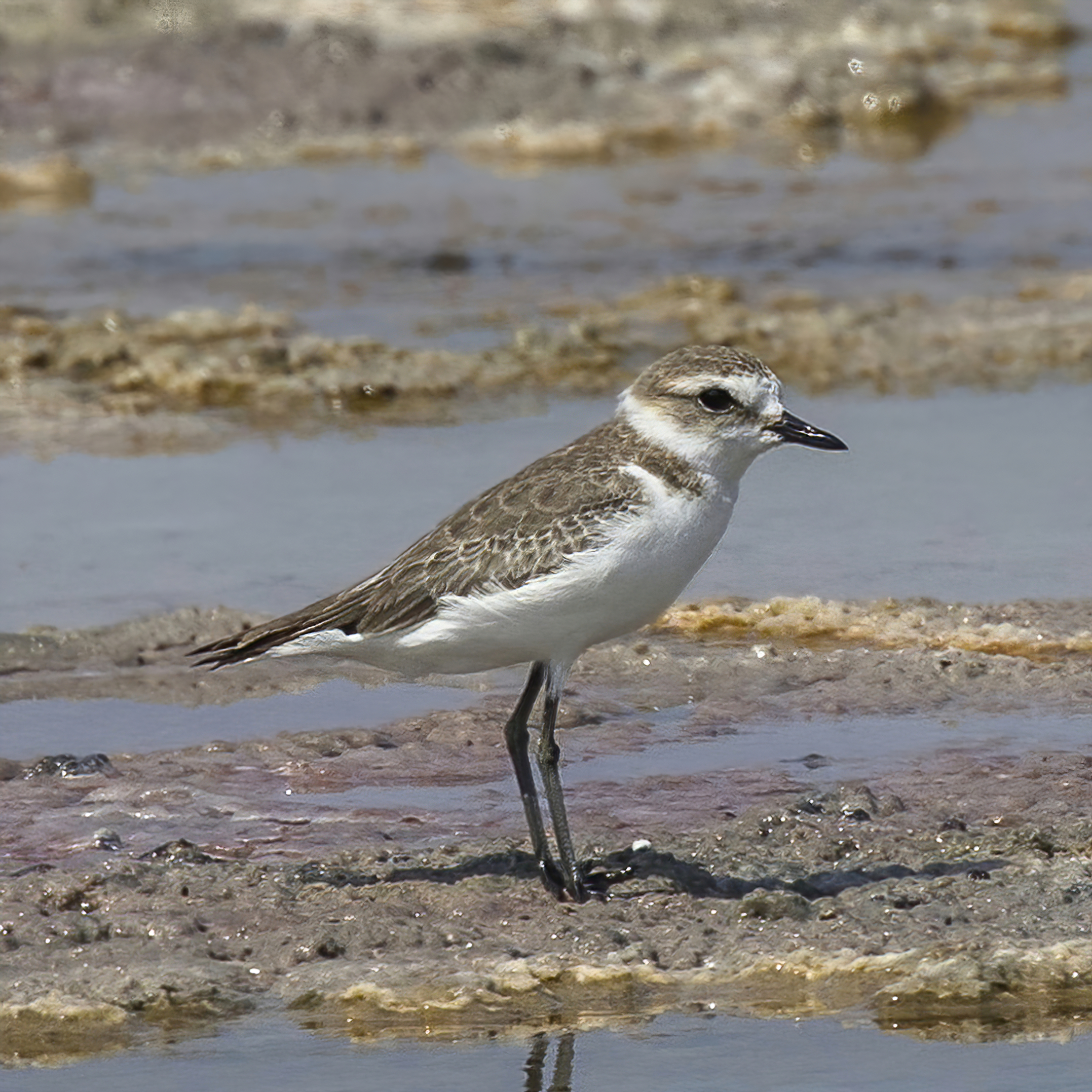
Chorlitejo patinegro

- Ribeira do Rabil, al oeste de la isla de Boa Vista, 300 ha. En la boca del río do Rabil, hasta 7 km en el interior, con dunas móviles y arbustos de Tamarix senegalensis, además de una laguna con agua marina. El cauce se llena con las lluvias. Solo anida el chorlitejo patinegro.
- Serra do Pico da Antónia, en la isla de Santiago, 1.500 ha. Sierra central de la isla, con el pico Antonia, de 1.392 m. Bosque, principalmente de eucaliptos plantados, plantaciones de café en las cimas, aprovechando las nieblas frecuentes y maíz más abajo. Halcones, pardela chica de Cabo Verde, busardo de Cabo Verde (Buteo bannermani), lechuza de Cabo Verde (Tyto alba detorta), vencejo de Cabo Verde, carricero de Cabo Verde y gorrión de Cabo Verde.
- Área del volcán, en la isla de Fogo, 5.000 ha. Incluye el cono, con una cresta a 2.700 m y la caldera, a 1.625 m.  En las paredes interiores del cráter anida el petrel gon-gon. Entre las plantas endémicas Echium vulcanorum, de la familia de las Boraginaceae (nomeolvides) y Erysimum caboverdeanum, de la familia de las brasicáceas.
- Zona marina en torno al área del volcán, en la isla de Fogo, 2.473 km².

Entre las áreas naturales de interés figuran también:
- Parque natural Cova/Ribeira da Torre/ Paúl, al norte de la isla de Santo Antão, 2.092 ha. Ecosistema húmedo de montaña. Entre 400 y 1.585 m de altitud. Rico por la vegetación endémica.[21]
- Parque natural de Monte Verde, en la isla de São Vicente, 800 ha. Restos de un primitivo cráter que culmina en los montes Verde y Madeiral, de 744 y 680 m. Cuando llueve (azágua) se cubre de verde y es el único lugar subhúmedo de las islas.[22]
- Reserva Natural de Terras Salgadas, en la isla de Maio, bosque plantado de acacias.
- Parque natural de Moroços, en la isla de Santo Antão, 818 ha. Centro de la isla. Altitud entre 500 y 1.767 m en el monte Moroços. Comprende una franja alargada de 5 por 1,5 km que incluye una de las tres fuentes del arroyo de la Garça.[23]

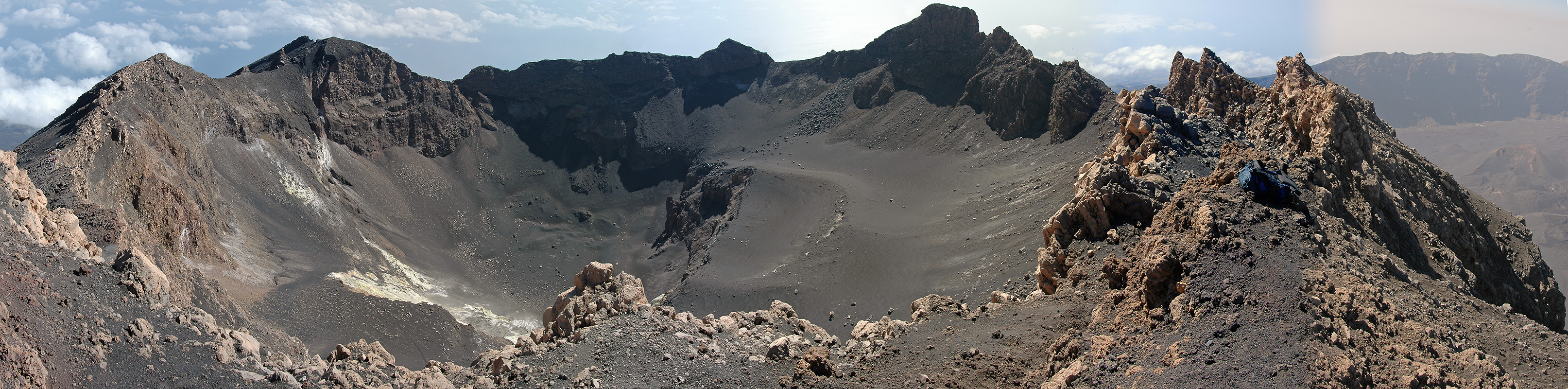
Pico de Fogo (cráter).